# 하디세
하디세(Hadise, 1985년 10월 22일 ~ )는 튀르키예, 벨기에의 싱어송라이터, 텔레비전 사회자이다. 벨기에 몰에서 태어나 성장했다. 벨기에의 음악 경연 프로그램 《아이돌 2003》에 참가했으며, 2005년 데뷔 앨범 Sweat를 발매하면서 이름을 알렸다. 이어 정규 2집 앨범 Hadise 역시 벨기에와 터키에서 큰 성공을 이뤘다. 유로비전 송 콘테스트 2009 터키 대표로 참가했으며, 참가곡은 "Düm Tek Tek"이었다.

## 음반 목록
- Sweat (2005)
- Hadise (2008)
- Fast Life (2009)
- Kahraman (2009)
- Aşk Kaç Beden Giyer? (2011)
- Tavsiye (2014)
- Şampiyon (2017)